# 6122 Henrard
6122 Henrard (1987 SW1) là một tiểu hành tinh vành đai chính được phát hiện ngày 21 tháng 9 năm 1987 bởi Bowell, E. ở Flagstaff. Nó được đặt theo tên của nhà toán học Bỉ và nhà thiên văn học Jacques Henrard.